# Whangapoua
Le village de Whangapoua est une petite localité composée essentiellement de maisons de vacances situées dans la Péninsule de Coromandel dans l’Île du Nord de la Nouvelle-Zélande.

## Situation
Il est situé à 25 minutes en voiture à l’est, au delà de la chaîne de Coromandel (en), à partir de la ville de Coromandel, le long de la ligne de côte du nord-est de l’Île du Nord , à la jonction des plages de sables blancs de la plage de New Chums (en), Matarangi, de la plage de  Kūaotunu et celle d’Otama Beach.

## Installations
Les installations dans Whangapoua comprennent un petit quai et une rampe pour les bateaux avec des magasins classiques, qui peuvent aussi, entre autres, fournir du pétrole et du gasoil pour moteurs diesels marins.

## Loisirs
L’estuaire à proximité fournit d’autres accès à l’eau pour les bateaux.
«Whangapoua Beach» est une longue plage de sable,, très sure   de 1,5 kilomètre de long et flanquée au nord par des rochers en direction de la pointe de «Motuto Point» et aussi vers celle de «Te Rehutae Point» dans le sud-est.
L’extrémité nord de la plage de Whangapoua est le point de départ d’une partie non formalisée du chemin de randonnée allant vers «New Chums Beach» car cette plage n’est seulement accessible, que par ce chemin ou par bateau.

## Éducation
L’école la plus proche est celle du village de Te Rerenga.

## Histoire
L’histoire des Māori au niveau de Whangapoua remonte au XIIIe siècle.
Une réserve située à « Opera Point », à l’est du village de Whangapoua, contient les restes du site d’un Pa des Raukawa (en).
Les colons Européens commencèrent à arriver dans les années 1860, attirés dans ce secteur essentiellement par la scierie de troncs de kauri et  la recherche de l’or.
Aujourd’hui, la ville de Whangapoua s’est étendue , le long et en arrière de la plage.

## Population
Whangapoua consiste en un village d’environ 120 habitants permanents , mais  la population peut monter autours de 1000 résidents avec les personnes en congés, durant la période la plus populaire de vacances allant de la fin décembre à février.